# Preux-au-Sart
Preux-au-Sart är en kommun i departementet Nord i regionen Hauts-de-France i norra Frankrike. Kommunen ligger i kantonen Le Quesnoy-Ouest som tillhör arrondissementet Avesnes-sur-Helpe. År 2022 hade Preux-au-Sart 302 invånare.

## Befolkningsutveckling
Antalet invånare i kommunen Preux-au-Sart
| Referens: INSEE |